# Lista dos videoclipes mais caros

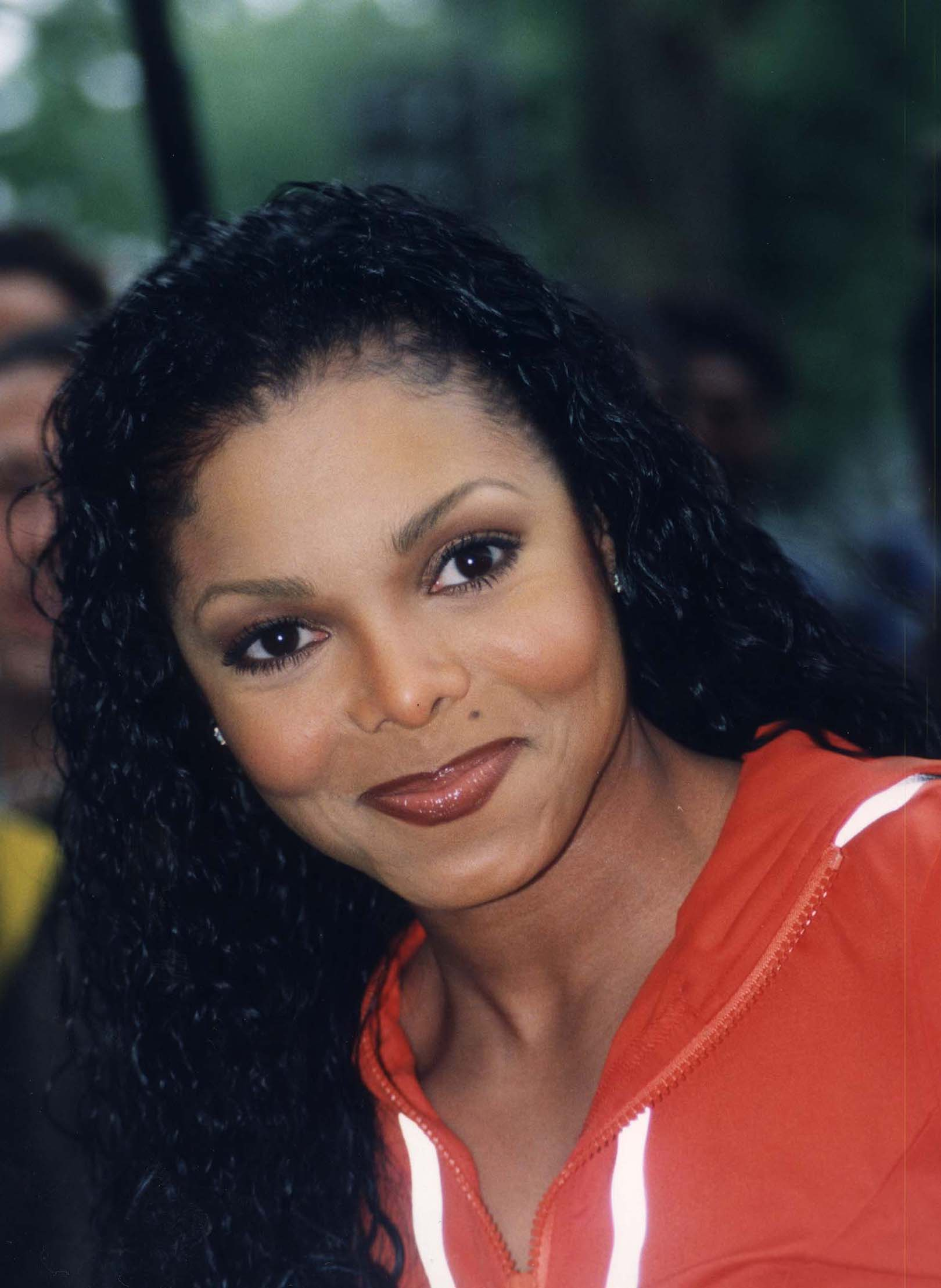
A cantora Janet Jackson aparece três vezes na lista. Com os clipes das canções "What's It Gonna Be?!", "Girlfriend/Boyfriend" e em primeiro lugar com "Scream" dueto com seu irmão Michael Jackson

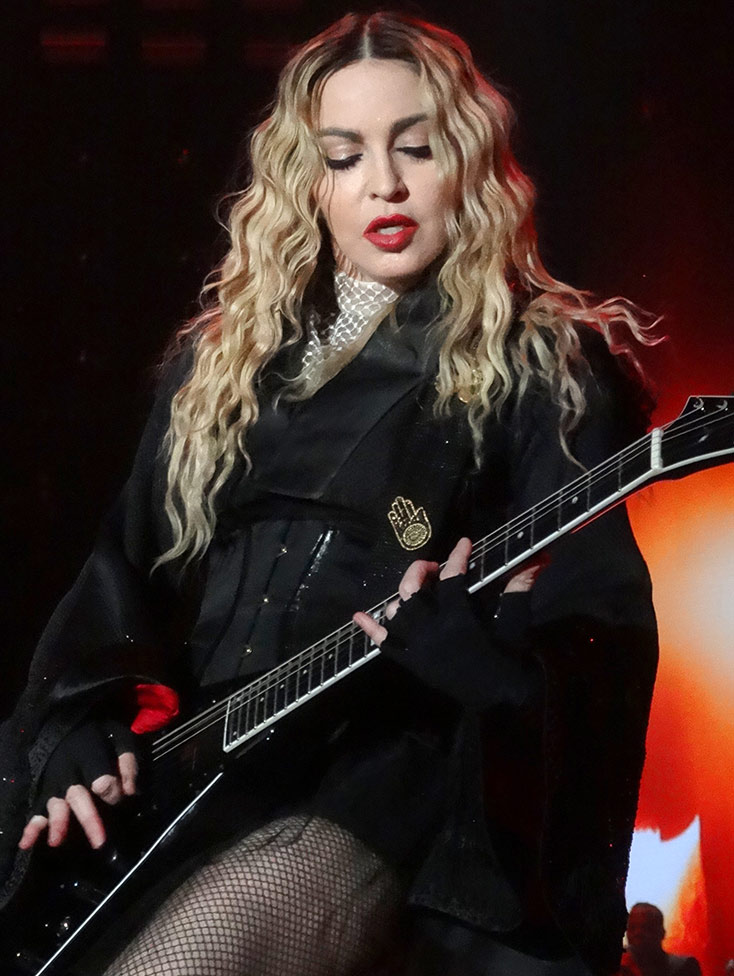
A cantora Madonna é uma das artistas que mais desembolsou dinheiro em videoclipes.

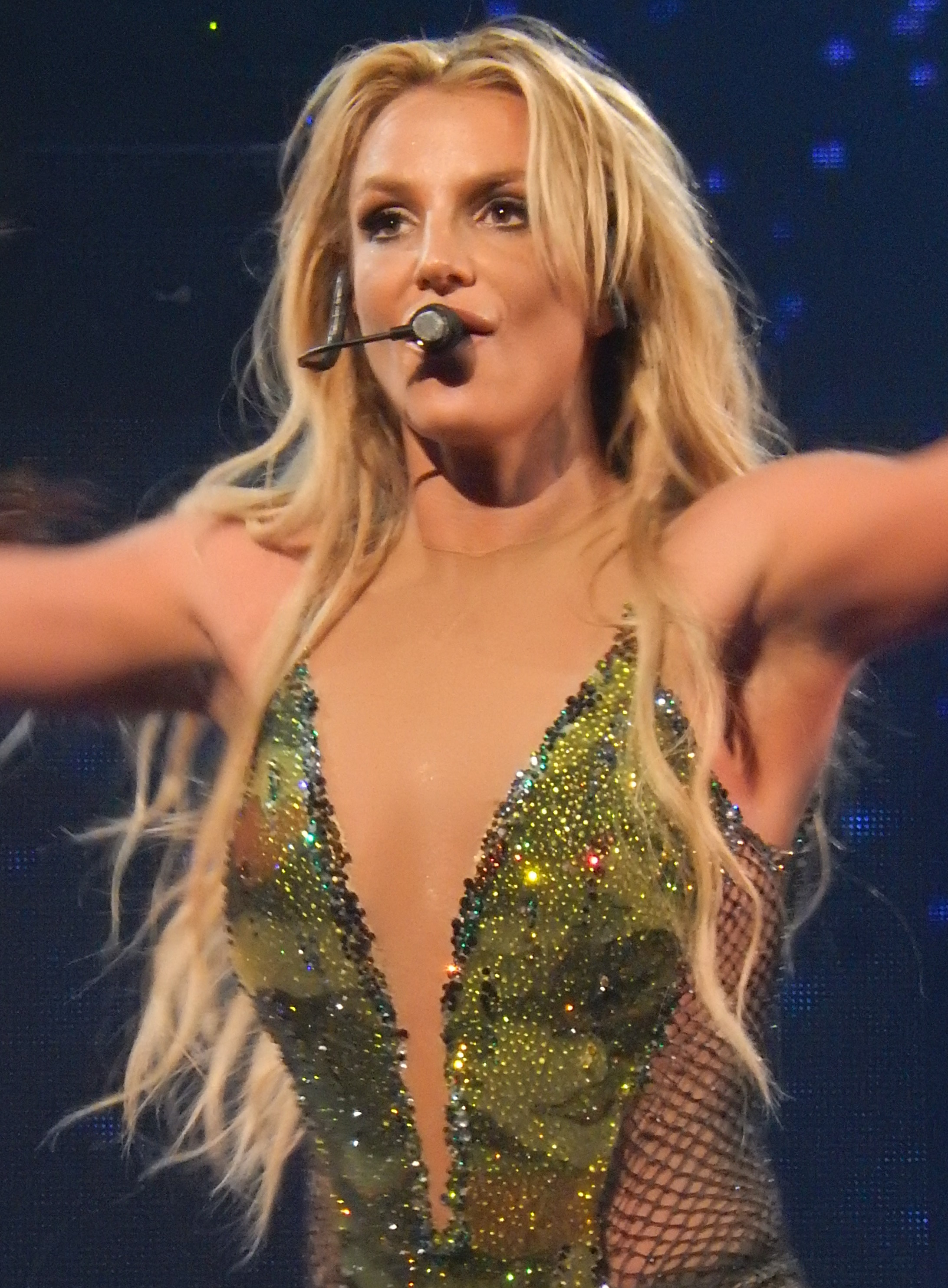
Britney Spears está na lista dos videoclipes mais caros com "Toxic" e "Oops!...I Did It Again".

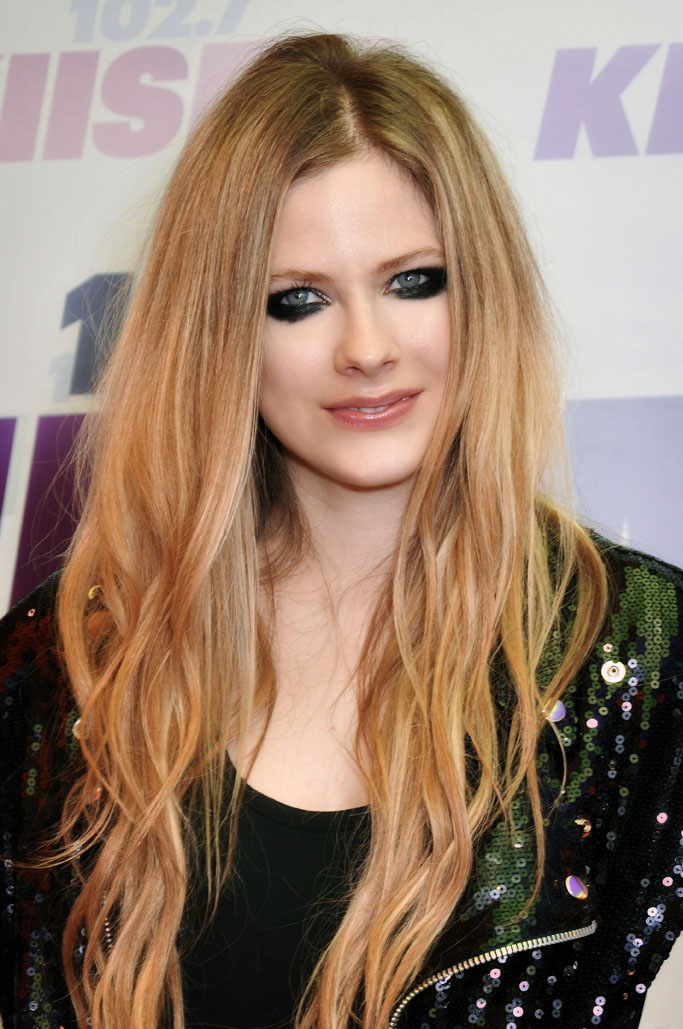
Avril Lavigne é quem mais gastou em um clipe de estreia com "Complicated".

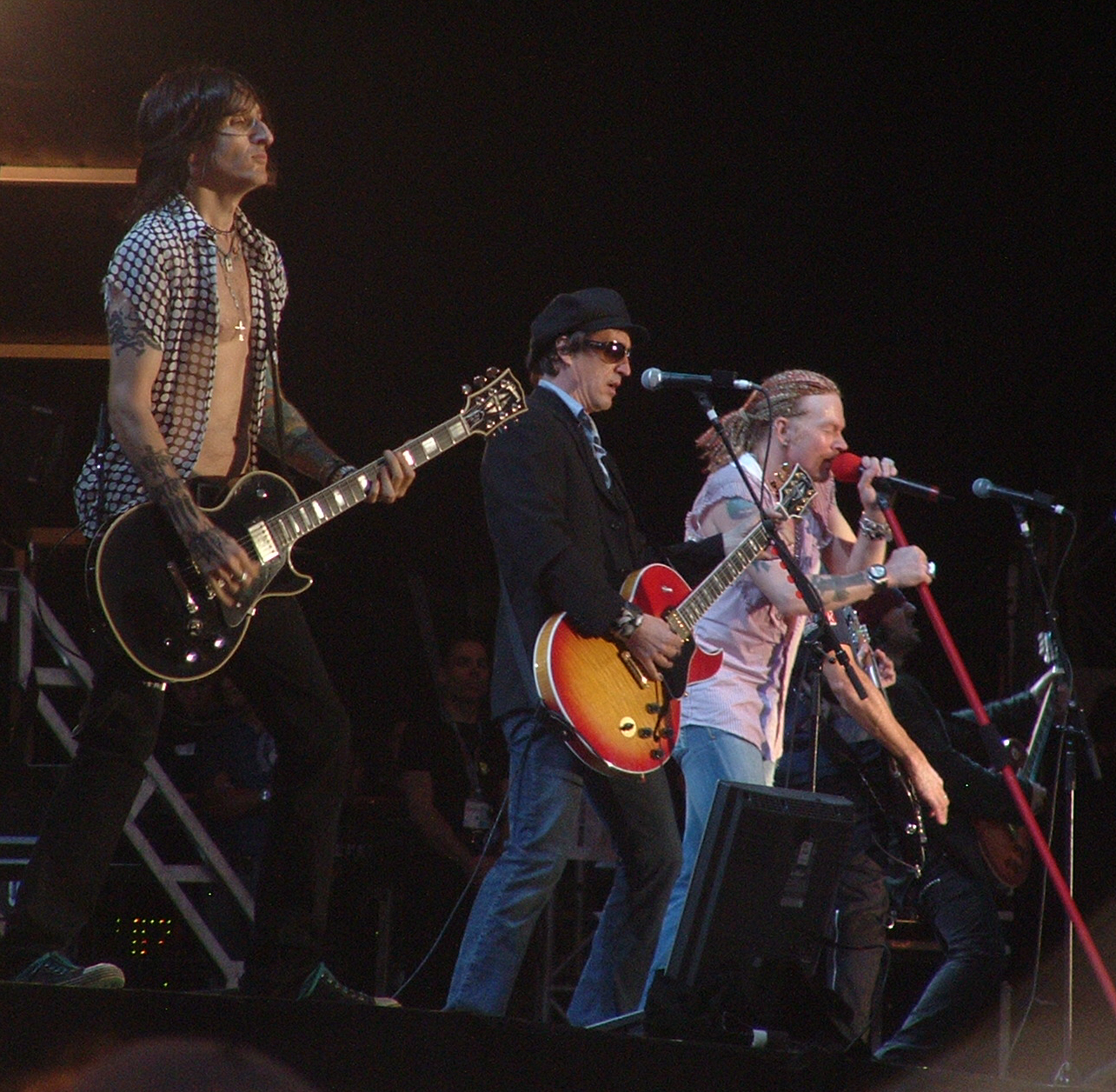
A banda Guns N' Roses, e seu videoclipe mais caro, "Estranged"

Esta lista contém os videoclipes mais caros já produzidos, avaliados em dólar americano. O anexo lista os mesmos com gasto superior a 500 mil. No primeiro lugar aparece o cantor Michael Jackson com participação de sua irmã, Janet Jackson, no clipe "Scream", gravado em 13 de junho de 1995 e com estimativas de cerca de 7 milhões de dólares gastos com o clipe. O diretor responsável foi Mark Romanek. Em segundo, terceiro e quarto lugares aparecem respectivamente a cantora pop Madonna com os clipes: "Die Another Day", "Express Yourself" e "Bedtime Story", dos diretores Traktor, David Fincher e Mark Romanek, todos produzidos em décadas diferentes.
O artista mais citado é Michael Jackson com cinco clipes, incluindo o mais caro "Scream". Michael aparece também com "Bad", "Black or White", "Remember the Time" e "Thriller", todos com mais de 1 milhão de dólares investidos. Entre os clipes de estreia mais caros por artista aparece a cantora Avril Lavigne com o vídeo do single "Complicated", do diretor The Malloys, com estimativas de mais de um milhão de dólares gastos.

## Videoclipes mais caros
| Artista(s)                                             | Título do videoclipe             | Diretor                      | Data da gravação       | Custo em dólar americano |
| ------------------------------------------------------ | -------------------------------- | ---------------------------- | ---------------------- | ------------------------ |
| Michael Jackson & Janet Jackson                        | "Scream"                         | Mark Romanek                 | 13 de junho de 1995    | $7.000.000               |
| Madonna                                                | "Die Another Day"                | Traktor                      | 22 de outubro de 2002  | $6.100.000+              |
| Madonna                                                | "Express Yourself"               | David Fincher                | 17 de maio de 1989     | $5.000.000+              |
| Madonna                                                | "Bedtime Story"                  | Mark Romanek                 | 1995                   | $5.000.000+              |
| Gwen Stefani                                           | ''Make me Like You''             | Sophie Muller                | 2016                   | $4.000.000               |
| Guns N' Roses                                          | "Estranged"                      | Andy Morahan                 | dezembro de 1993       | $4.000.000+              |
| Aqua                                                   | "Cartoon Heroes"                 | Søren Rasted                 | Fevereiro de 2000      | $3.500.000+              |
| Coldplay                                               | "Feels Like I'm Falling In Love" | Ben Mor                      | Junho de 2024          | $3.200.000+              |
| Puff Daddy (featuring Notorious B.I.G. & Busta Rhymes) | "Victory"                        | Marcus Nispel                | 31 de maio de 1998     | $2.700.000+              |
| MC Hammer                                              | "Too Legit to Quit"              | Rupert Wainwright            | novembro de 1991       | $2.500.000+              |
| Mariah Carey (feat. Jay-Z)                             | "Heartbreaker"                   | Brett Ratner                 | 16 de agosto de 1999   | $2.500.000+              |
| Busta Rhymes (feat. Janet Jackson)                     | "What's It Gonna Be?!"           | Hype Williams & Busta Rhymes | 12 de março de 1999    | $2.400.000+              |
| Celine Dion                                            | "It's All Coming Back to Me Now" | Nigel Dick                   | 29 de julho de 1996    | $2.300.000+              |
| Michael Jackson                                        | "Bad"                            | Martin Scorsese              | junho de 1987          | $2.200.000+              |
| Backstreet Boys                                        | "Larger than Life"               | Joseph Kahn                  | 14 de setembro de 1999 | $2.100.000+              |
| Will Smith                                             | "Miami"                          | Wayne Isham                  | dezembro de 1998       | $2.000.000+              |
| Missy Elliott                                          | "She's a Bitch"                  | Hype Williams                | 1 de maio de 1999      | $2.000.000+              |
| George Michael                                         | "Freeek!"                        | Joseph Kahn                  | 2004                   | $2.000.000+              |
| Ayumi Hamasaki                                         | "My Name's Women"                | Wataru Takeishi              | abril de 2005          | $2.000.000+              |
| Ayumi Hamasaki                                         | "Fairyland"                      | Wataru Takeishi              | agosto de 2005         | $2.000.000+              |
| TLC                                                    | "Unpretty"                       | Paul Hunter                  | 29 de agosto de 1999   | $1.600.000+              |
| Ayumi Hamasaki                                         | "Green"                          | Wataru Takeishi              | dezembro de 2008       | $1.600.000+              |
| Michael Jackson (feat. L.T.B.)                         | "Black or White"                 | John Landis                  | novembro 1991          | $1.500.000+              |
| Guns N' Roses                                          | "November Rain"                  | Andy Morahan                 | 2 de junho de 1992     | $1.500.000+              |
| Blackstreet & Janet Jackson (feat. Eve & Ja Rule)      | "Girlfriend/Boyfriend"           | Joseph Kahn                  | 23 de março de 1999    | $1.500.000+              |
| MC Hammer                                              | "Here Comes The Hammer"          | MC Hammer                    | 1 de janeiro de 1991   | $1.300.000+              |
| Duran Duran                                            | "Wild Boys"                      | Russell Mulcahy              | 1984                   | $1.200.000+              |
| Michael Jackson                                        | "Remember the Time"              | John Singleton               | 3 de fevereiro de 1992 | $1.200.000+              |
| Kanye West                                             | "Stronger"                       | Hype Williams                | julho de 2007          | $1.200.000+              |
| Ayumi Hamasaki                                         | "Jewel"                          | Wataru Takeishi              | novembro de 2006       | $1.100.000+              |
| Avril Lavigne                                          | "Complicated"                    | The Malloys                  | 14 de maio de 2002     | $1.000.000+              |
| Michael Jackson                                        | "Thriller"                       | John Landis                  | 2 de dezembro de 1983  | $1.000.000+              |
| Kanye West feat. Lupe Fiasco                           | "Touch The Sky"                  | Chris Milk                   | abril de 2006          | $1.000.000+              |
| Britney Spears                                         | "Toxic"                          | Joseph Kahn                  | janeiro de 2004        | $1.000.000+              |
| Britney Spears                                         | "Oops!...I Did It Again"         | Nigel Dick                   | 10 de abril de 2000    | $750.000+                |
| Mylène Farmer                                          | "California"                     | Abel Ferrara                 | 20 de março de 1996    | $700.000+                |
| Mylène Farmer                                          | "Pourvu qu'elles soient douces"  | Laurent Boutonnat            | 12 de setembro de 1988 | $500.000+                |
| Creed                                                  | "My Sacrifice"                   | Scott Stapp                  | 27 de março de 2000    | $500.000+                |